# Olaf I. Tryggvason
Olaf I. Tryggvason (norsky: Olav Tryggvason, staroseversky: Óláfr Tryggvason; 960–970 – 1000) byl norský král v letech 995–1000. Byl synem krále norského Vikenu Tryggve Olafssona a Astrid Eiriksdottir, dcery norského krále Erika Krvavé sekyry a podle pozdějších ság byl pravnukem prvního norského krále Haralda Krásnovlasého.
Olaf hrál důležitou roli v často bolestí a mučením vynucené konverzi Norů ke křesťanství. Zřejmě založil vůbec první kostel v Norsku (v roce 995) a založil také město Trondheim (v roce 997).
Následující informace vycházejí především z později napsaných ság.

## Život
Ohledně data Olafova narození panuje nejistota. Sága Heimskringla uvádí, že se narodil krátce po vraždě svého otce v roce 963, ale jiné zdroje naznačují roky 964 až 969. Pozdější data vrhají pochybnosti na tvrzení, že Olaf patří do rodu Haralda Krásnovlasého. Snorri Sturluson v Sáze Olafa Tryggvasona uvádí, že se Olaf narodil na ostrůvku v Fjærlandsvatnetu, kde se jeho matka Astrid skrývala před vrahy svého manžela, muži jejího bratra Haralda II. Se synem se pak uchýlila do Švédska. Harald poslal ke švédskému králi vyslance s žádostí o svolení vzít chlapce zpět do Norska a dát ho do výchovy své matky Gunhildy. Astrid se synem brzy utekla znovu. Olaf se tak dostal do Kyjeva a nakonec do otroctví a majetku muže jménem Klerkon, který ho prodal Klerkovi a ten ho prodal Reasovi.
Olaf se nakonec vypracoval na vůdce vojska kyjevského knížete Vladimíra I. Vladimír se však začal obávat jeho rostoucí popularity, a tak se Olaf rozhodl hledat štěstí jinde. Začal žít životem nájezdníka a okolo roku 982 se oženil s vendskou královnou Geidou. Ta zemřela o dva nebo tři roky později.
V roce 988 se oženil s Gydou, ovdovělou sestrou Amlaíba Cuarána, krále Dublinu, která si ho vybrala za manžela a o kterou bojoval s jistým Alfvinem. Do Norska se mezitím dostaly zvěsti, že v Irsku žije král norské krve. Haakon Sigurdsson, tehdejší vládce Norska, se stával stále nepopulárnějším a Olaf této příležitosti využil. Haakon byl v roce 995 zabit svým sluhou a Olaf byl prohlášen norským králem.

### Vláda

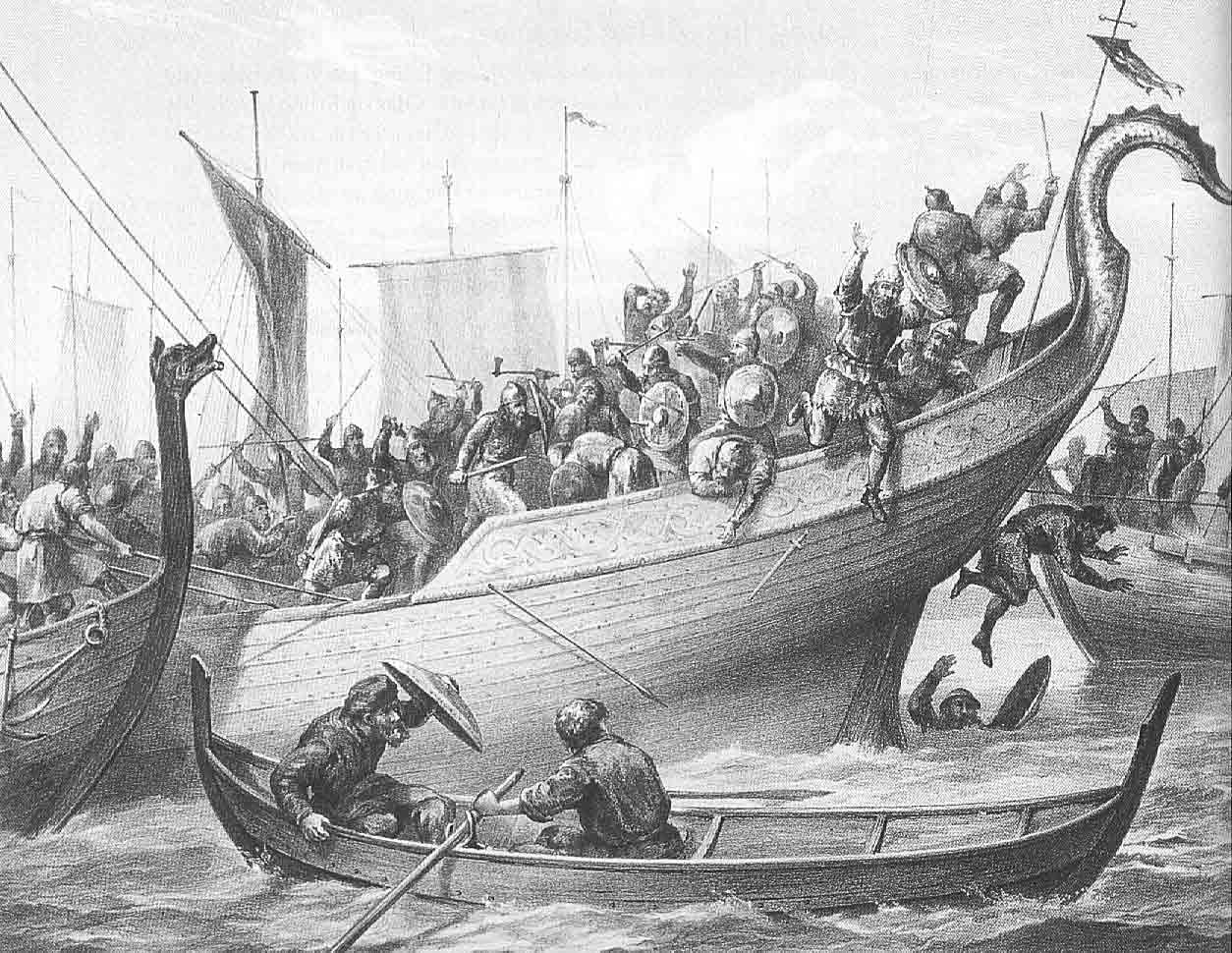
Bitva u Svoldu (Peter Nicolai Arbo, 19. století)

V roce 997 Olaf založil dnešní Trondheim, odkud vládl, a během své vlády násilně šířil křesťanství. V Norsku prosazoval Olaf Trygvason budování státu ve znamení křesťanství tou nejtvrdší metodou: kdo se nevzdal pohanských bohů, byl zabit, zmrzačen nebo vypovězen ze země. Jednou z nejznámějších obětí se stal šlechtic jménem Raud Silný. Když byl Olafem zajat a odmítl přijmout křest, rozzuřený král přikázal, aby mu vecpali do úst živou zmiji, což byl i na svou dobu mimořádně krutý způsob mučení. Olafovi misionáři se i na Islandu, který tenkrát Norsku patřil, pokoušeli nejprve postupovat také touto metodou, snažili se především ničit pohanské svatyně. Sága Heimskringla uvádí, Olaf požádal o ruku Sigrid, vdovu po švédském králi Erikovi Vítězném, ale jako podmínku si určil, aby konvertovala ke křesťanství. Sigrid mu řekla: „Neodloučím se od víry, kterou přede mnou udržovali mí předci.“ Olaf ji ve vzteku uhodil rukavicí, načež Sigrid chladně reagovala: „To může jednoho dne znamenat tvou smrt.“
Sigrid poté chtěla utvořit koalici Olafových nepřátel. Zajistila spojenectví Švédska a Dánska, když se provdala za ovdovělého dánského krále Svena Vidlího vouse. Sven svou sestru Tyri provdal za vendského krále Burislava, otce své první manželky Gunhildy. Tyri utekla a provdala se za Olafa, čímž jen rozdmýchala konflikt mezi Olafem a jejím bratrem, zatímco Sigrid štvala Svena proti svému bývalému nápadníkovi. To vedlo k bitvě u Svolderu, ve které Olaf zemřel. Olaf bojoval do poslední lodi, než skočil přes palubu a už nebyl nikdy spatřen, byť Olafova sestra i anglický král Ethelred II. prý obdrželi dary jeho jménem dlouho po Olafově předpokládané smrti.
Zemi po jeho smrti vládli jako dánští místodržící Håkon Eiriksson a Svein Håkonsson, synové Haakona Sigurdssona.